# Martin Dewald
Martin Dewald (* 5. März 1986 in Mannheim) ist ein deutscher Baseballspieler, der bei den Heidenheim Heideköpfen und den Mannheim Tornados als Pitcher spielte. Er gehörte zum deutschen Aufgebot der Weltmeisterschaften 2009 und 2011.

## Karriere

### Junioren
Dewald nahm an den Europameisterschaften 2003 in Capelle teil.

### Aktive
Zwei Jahre nach dem Aufstieg der Heideköpfe kam Martin Dewald 2002 als 16-jähriger in den Bundesliga-Kader. 2007 ging er in seine Geburtsstadt zu den Mannheim Tornados, 2010 wieder nach Heidenheim, das er für ein Jahr bei den Kansas City T-Bones verließ, und schlussendlich 2021 wieder zurück nach Mannheim.
Mit der Nationalmannschaft nahm er an den Europameisterschaften in Barcelona (2007), und Stuttgart, Heidenheim, Neuenburg (2010) teil. Bei der Heim-EM 2010 konnte seit 1975 wieder eine Bronze-Medaille errungen werden.
Er nahm an den Weltmeisterschaften 2009 in Regensburg und 2011 in Panama teil.